# Säuglings- und Kinderpflege
Säuglings- und Kinderpflege (1952 auch: Dein Kind – dein Glück; engl. Originaltitel: The Common Sense Book of Baby and Child Care) ist ein Erziehungsratgeber des amerikanischen Kinderarztes Benjamin Spock.
Das 1946 erstmals aufgelegte Werk gilt nach der Bibel als das in den Vereinigten Staaten meistverkaufte Buch des 20. Jahrhunderts. Allein bis zu Spocks Tode im Jahre 1998 wurde es in 42 Sprachen übersetzt und erreichte weltweit eine Gesamtauflage von fast 50 Millionen Exemplaren. In deutscher Übersetzung ist das Buch seit 1952 erhältlich.
Spocks Säuglings- und Kinderpflege gilt als Meilenstein einer grundlegenden Revision der in der Mittelschicht der westlichen Welt bis dahin praktizierten Pflege und Erziehung von Säuglingen und Kleinkindern. Nachdem Autoren wie der Kinderarzt L. Emmett Holt und der Psychologe John B. Watson in der ersten Hälfte des Jahrhunderts mit Erfolg dafür geworben hatten, dass Babys möglichst wenig Körperkontakt erhalten und nach einem strikten Zeitplan gefüttert und zur Sauberkeit erzogen werden sollten, lehrte Spock, dessen wissenschaftlicher Hintergrund die Psychoanalyse Sigmund Freuds war, vom Ende des Zweiten Weltkrieges an, dass Eltern ihr Kind im Gegenteil mit Liebe und Wärme aufziehen und sich auf ihre Intuition verlassen sollten.
Das Werk wurde im Laufe der Jahrzehnte immer wieder überarbeitet, aktualisiert und unter abweichenden Titeln neu aufgelegt. Die jüngeren Auflagen (seit 1985) entstanden unter der Mitwirkung verschiedener Koautoren (Michael B. Rothenberg, Steven Parker und Robert Needlman).

## Entstehungskontext und theoretische Grundlagen

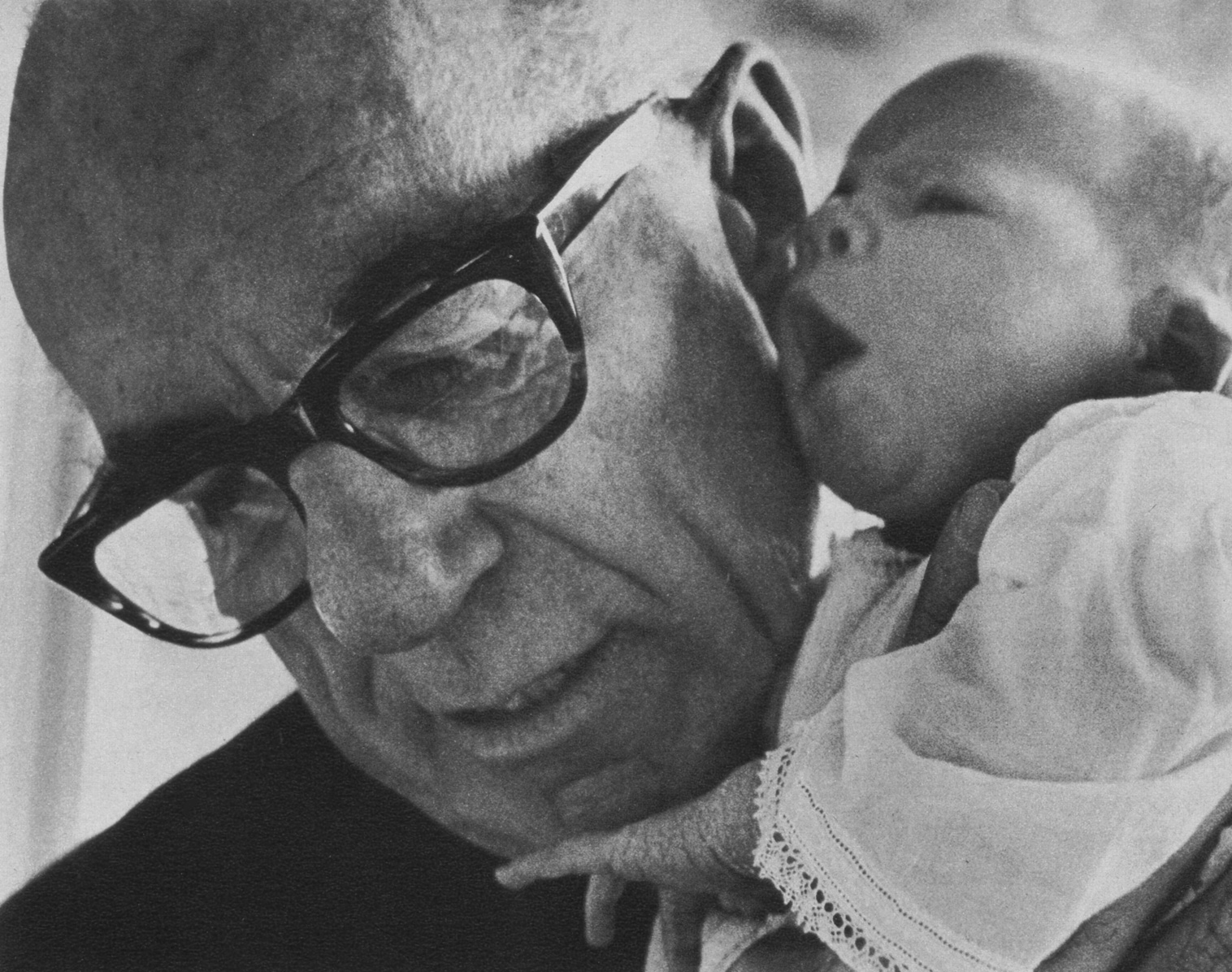
Benjamin Spock mit seiner Enkelin Susannah 1967

Als Spock sein Buch schrieb, herrschten in den USA in der Pädagogik Auffassungen vor wie die von Emmett Holt und John Watson. Watson hatte Eltern 1928 geraten: „Es gibt eine verständige Art, Kinder zu behandeln. Umarmen und küssen Sie sie niemals, lassen Sie sie niemals auf Ihrem Schoß sitzen. Wenn Sie müssen, küssen Sie sie einmal auf die Stirn, wenn Sie Gute Nacht wünschen, und schütteln Sie ihnen morgens die Hand.“ Holt empfahl statt der Brust Flaschenfütterung, die in sturen 4-Stunden-Intervallen erfolgen solle, riet von der Benutzung einer Wiege ab und warnte eindringlich davor, ein schreiendes Kind aus seinem Bett hochzunehmen.
Spock, der seine eigene Mutter als liebevoll, aber tyrannisch und unterdrückerisch beschrieb, hatte gegen strenge Erziehungsmethoden von Haus aus eine Aversion. Sein eigenes Erziehungskonzept ist von Sigmund Freud beeinflusst. Spocks Säuglings- und Kinderpflege hatte großen Anteil daran, dass freudsches Gedankengut – ohne dass der Autor explizit auf die psychoanalytische Theorie hinwies – in den USA weithin verbreitet wurde und Anerkennung fand; besonders gilt dies für Freuds Idee, dass frühkindliche Erfahrungen und unterdrückte Sexualbedürfnisse zu Unglück im Erwachsenenalter führen, aber etwa auch für Freuds Überzeugung, dass Strafe kein geeignetes Mittel sei, um das Sozialverhalten eines Kindes zum Besseren zu steuern. Es ist charakteristisch für Spock, dass er die Antworten für eine Vielzahl von Fragen und Problemen – etwa beim Füttern, beim Abstillen und beim Bettnässen – in der psychoanalytischen Theorie suchte.
John Dewey und William Heard Kilpatrick regten Spock mit ihrer demokratischen Erziehungstheorie an.

## Inhalt der 1. Auflage (1946)
Spock leitete das Buch mit den Worten ein: „Vertrauen Sie sich. Sie wissen mehr als Sie glauben. (…) Nehmen Sie nicht alles zu ernst, was die Nachbarn sagen. Lassen Sie sich nicht zu sehr von dem beeindrucken, was die Experten sagen. Fürchten Sie sich nicht, Ihren gesunden Menschenverstand zu gebrauchen.“ Er vergaß nicht anzumerken, dass auch das, was er selbst schrieb, niemals den Rang einer unumstößlichen Wahrheit und Endgültigkeit beanspruchte.

### Pflege und Behandlung des Säuglings
Der erste Teil des Buches ist vor allem der praktischen und körperlichen Seite des Elternwerdens und der Säuglingspflege gewidmet und enthält u. a. To-do-Listen mit Einkäufen und Arrangements, die bereits vor der Geburt des Kindes erledigt werden sollten, sowie Abwägungen der Vor- und Nachteile von Krankenhausgeburt, Hausgeburt und Beschneidung. In dem sehr ausführlichen Abschnitt über die Ernährung des Säuglings geht es Spock besonders darum, die Eltern für ihren eigenen Instinkt zu sensibilisieren, damit sie das Kind nicht wider ihr eigenes besseres Empfinden auf ein strenges Fütterungsregime mit Stoppuhr und Waage setzen; Spock empfiehlt das Stillen, überlässt die Entscheidung „Brust oder Flasche“ aber der Mutter. Ebenfalls ausführlich behandelt werden die Körperpflege, Bekleidung, Windeln, Verdauung, der Schlaf, das Zahnen, die motorische Entwicklung des Kindes, mögliche Ursachen seines Schreiens, Impfungen und triviale Gesundheitsprobleme. Bei den klassischen freudschen Themen Daumenlutschen, Füttern und Sauberkeitserziehung lehrt Spock, das Kind entspannt, einfühlsam und mit Augenmaß zu behandeln, verzichtet jedoch – ebenso wie im gesamten übrigen Buch – konsequent auf alle Exkurse in die psychoanalytische Theorie. Spocks Biograf Thomas Maier schrieb, Spock habe es meisterlich verstanden, seine Erziehungsphilosophie freudianisch zu infiltrieren und das gleichzeitig so zu kaschieren, dass Amerika sie akzeptieren würde.
Zu den psychologischen Themen, die im ersten Teil behandelt werden, zählen die Einbeziehung des Vaters, der Babyblues der Mutter und der generelle Umgang mit einem Säugling. Spock versichert den Eltern, dass sie – im Gegensatz zu dem, was sonst gelehrt wird – kein mechanisches Trainingsprogramm ausführen müssen, sondern von Anfang an liebevoll und empathisch auf das Kind eingehen und auf seine Lebenszeichen spontan, responsiv und mit unbesorgtem Körperkontakt reagieren dürfen und sollen. Ähnlich wie Jesper Juul – der diese Erkenntnis 49 Jahre später allerdings als brandneues erziehungswissenschaftliches Paradigma darstellt – betont Spock, dass das Kind keineswegs ein kleiner Barbar sei, dem so schnell wie möglich erwachsene Gepflogenheiten anerzogen werden müssen, sondern ein bereits vollständiges menschliches Wesen mit Ideen, Intelligenz, Ernst und einem selbstständigen Willen.

### Probleme der Kindheit und Jugend
Der mittlere Teil des Buches beschäftigt sich ausführlich mit der Psychologie und Sozialpsychologie des Kindes vom Kleinkindalter bis in die Pubertät. Spock erweist sich hier als dezidierter Befürworter eines autoritativen Erziehungsstils, der Eltern stets aufweist, wie sie ihrem Kind gegenüber eine unangefochten federführende Rolle spielen und sich dennoch konsequent empathisch und taktvoll verhalten können. Ebenfalls behandelt werden die Themen Kindersicherheit des Zuhauses, Schlaf, Ernährung, Spielsachen, Sexualaufklärung, Preschool und Schule.
Spock beruhigt Eltern darüber, dass Kinder sich vom Säuglingsalter an für ihre Genitalien interessieren, masturbieren und gelegentlich auch mit den Genitalien anderer Kinder spielen. Außer bei einer Minderzahl sehr stark angespannter Kinder sei dies kein Grund zur Besorgnis, sondern ein ganz normaler Teil der Entwicklung. Spock empfiehlt Eltern, Doktorspiele und kindliches Masturbieren weder zu ächten noch zu bestrafen, sondern am besten zu ignorieren. Bei Heranwachsenden sei Masturbation ohnehin vollkommen natürlich.

### Krankheiten und erste Hilfe
Der letzte Teil des Buches ist ein Kompendium zu medizinischen Themen sowie zu einigen Spezialthemen.
Den Auftakt bilden verbreitete Entwicklungsprobleme des Kindes, wie Essstörungen, mäkelige Esser, Unter- und Übergewicht, Hodendystopie und Haltungsschäden. In den nächsten Abschnitten werden die Pflege des kranken Kindes und die häufigsten Erkrankungen des Kindes dargestellt: alltägliche Erkältungs- und Infektionskrankheiten, Allergien, Hauptprobleme, „Kinderkrankheiten“ wie Masern, Windpocken usw., einige weitere Krankheiten, die in der Nachkriegszeit noch stark verbreitet waren (Diphtherie, Polio, Tuberkulose, Rheumatisches Fieber), sowie Blasenprobleme, Bettnässen, Bauchweh, Appendizitis, Wurmerkrankungen, Hernien, Erkrankungen des Auges und Krampfanfälle. Es folgt ein Abschnitt zum Thema „Erste Hilfe“.
Im abschließenden Abschnitt „Spezielle Probleme“ bietet Spock Ratschläge zu Themen wie dem Reisen mit einem Säugling, dem Umgang mit einem frühgeborenen oder behinderten Kind oder mit Zwillingen und Situationen wie Adoption, Scheidungsfamilien oder Familien mit einer erwerbstätigen oder alleinerziehenden Mutter.

## Publikation, Rezeption und Nachfolge
Die Arbeit am Buch hatte Spock im Sommer 1943 während eines Urlaubs begonnen und setzte sie 1944 bis 1946 während seines Militärdienstes bei der Navy fort. Spocks Ehefrau Judy Cheney Spock diente ihm beim Schreiben als Sekretärin und Lektorin und recherchierte viele medizinische Fakten.
| Zeitpunkt     | Gesamtauflage (weltweit) | Quelle |
| ------------- | ------------------------ | ------ |
| Juli 1947     | 750.000                  | [ 31 ] |
| 1953          | 5 Mio.                   | [ 32 ] |
| Oktober 1957  | >9 Mio.                  | [ 33 ] |
| November 1968 | 21 Mio.                  | [ 34 ] |
| März 1976     | 28 Mio.                  | [ 30 ] |
| August 1984   | 30 Mio.                  | [ 35 ] |
| April 1989    | >34 Mio.                 | [ 36 ] |
| Dezember 1989 | >39 Mio.                 | [ 37 ] |
| März 1992     | ca. 40 Mio.              | [ 31 ] |
| März 1998     | knapp 50 Mio.            | [ 2 ]  |

Die erste Ausgabe erschien am 14. Juli 1946 im New Yorker Verlag Duell, Sloan and Pearce. Bereits im Verlaufe des ersten Jahres wurden 750.000 Exemplare verkauft.
Nach der ersten Auflage hat Spock das Buch immer wieder überarbeitet, um Fortschritten in Medizin und Gesellschaft Rechnung zu tragen. So hatten nach der ersten Auflage viele Eltern begonnen, ihr Kind jedes Mal zu füttern, wenn es schrie, und es erst ins Bett zu legen, wenn es buchstäblich darum bat. In der zweiten Auflage (1957) schrieb Spock darum mit noch mehr Nachdruck als in der ersten, dass Kinder Eltern brauchen, die nicht nur fürsorglich und responsiv sind, sondern auch Autorität ausüben.
Als Spock während des Vietnamkrieges zur Verweigerung des Wehrdienstes aufrief, geriet er in Konflikt mit dem Methodisten-Reverend Norman Vincent Peale, einem Befürworter dieses Krieges. Peale warf Spock 1968 vor, dass seine Erziehungsratschläge – Kinder zu umarmen, sie zu füttern, wenn sie hungrig sind, und sie schlafen zu legen, wenn sie müde sind – einer „permissiven“ Erziehung Vorschub leiste und dafür verantwortlich sei, dass mit den Babyboomern eine ganze Generation unpatriotischer und undisziplinierter verwöhnter junger Leute entstanden sei. Spocks Erziehungsmethoden hätten einen „Zusammenbruch der Disziplin und einen Kollaps der hergebrachten guten Sitten“ verursacht. Spiro Agnew, der unter Richard Nixon US-Vizepräsident war, warf Spock sogar vor, er habe die amerikanische Jugend korrumpiert. Ganz ähnliche Vorwürfe kamen vom Bürgermeister von Chicago, Richard Daley.
Der in den 1960er Jahren erstarkenden Jugend- und Gegenkultur galt Spock hingegen als Vorbild; Steven G. Kellman etwa schreibt, dass er neben Leslie Fiedler, Buckminster Fuller, Che Guevara und Timothy Leary als eine der wenigen Personen über 30 galt, denen man trauen konnte. Die Generation, deren Eltern Spocks Prinzipien gefolgt waren, wurde seitdem gelegentlich als spock-marked (deutsch etwa: „Spock-gezeichnet“) verunglimpft; das ist ein Wortspiel mit dem Ausdruck pockmarked („von Pocken gezeichnet“). Der konservative Priester und Erziehungsbuchautor Reb Bradley bezeichnete Spocks Buch noch im Jahre 2009 als „schändlich“ und warf dem Autor vor, Narzissmus, Anspruchsdenken und Opfermentalität in die Familien getragen zu haben.
Eine vollkommen andere Perspektive hatte die Feministin Gloria Steinem, als sie Benjamin Spock 1971 ein „Symbol männlicher Unterdrückung“ nannte, weil er die Hauptverantwortung für die Kindererziehung immer den Müttern zugewiesen und befürwortet hatte, dass Jungen und Mädchen ungleich erzogen werden. Spock nahm ihre Kritik bereitwillig an und überarbeitete das Buch für die dritte Auflage (1976) grundlegend.
Dass die Kritik an der „Säuglings- und Kinderpflege“ aus so unterschiedlichen Lagern kam, veranlasste Thomas Maier zu der Bemerkung, dass das Buch ein „Rorschachtest“ dafür sei, „wie wir amerikanische Familien und unsere Gesellschaft sehen“.
An der 5. und 6. Auflage (1985 und 1992) arbeitete der in Seattle niedergelassene Kinderarzt und Kinderpsychiater Michael B. Rothenberg mit. Aktuelle Themen, die in die 6. Auflage neu aufgenommen wurden, waren Obdachlosigkeit unter Kindern, Drogenkriminalität und politischer Aktivismus.
In der 7. Auflage (1998), deren Koautor der in Boston lehrende Kinderarzt Steven J. Parker war, kamen Themen wie gleichgeschlechtliche Elternpaare, Zahnversiegelung, gesunde Ernährung, pornografische Webseiten und die Angst von Kindern vor Atomkriegen hinzu.
Bei der 8. und 9. Auflage, die erst nach Spocks Tod erschienen, handelt es sich um Überarbeitungen durch den in Cleveland lehrenden Kinderarzt Robert Needlmann. Neue Themen sind Autismus, ADHS und die Begrenzung von Bildschirmzeit.
Spocks Nachfolge als tonangebende Autoren von Ratgeberliteratur für die Säuglings- und Kleinkinderziehung haben später die britische Psychologin Penelope Leach und die amerikanischen Kinderärzte T. Berry Brazelton und William Sears angetreten.

## Ausgaben (Auswahl)
Englische Originalausgaben
- The Common Sense Book of Baby and Child Care. 1. Auflage. Duell, Sloan and Pearce, New York 1946 (527 S., Gebundene Ausgabe).
- The Common Sense Book of Baby and Child Care. 2. Auflage. Duell, Sloan and Pearce, New York 1957 (527 S., Gebundene Ausgabe).
- Baby and Child Care. Mass Market Paperbacks / Pocket Books, New York 1957 (Taschenbuch).
- Baby and Child Care. 3. Auflage. Bodley Head, London 1968 (619 S., Gebundene Ausgabe).
- Baby and Child Care. 4. Auflage. Mass Market Paperbacks/Pocket Books, New York 1976, ISBN 0-671-79003-X (666 S., Taschenbuch).
- mit Michael B. Rothenberg: Dr. Spock’s Baby and Child Care for the Nineties. 5. Auflage. E.P. Dutton, New York 1985, ISBN 0-525-24312-7 (647 S.).
- mit Michael B. Rothenberg: Dr. Spock’s Baby and Child Care. 6. Auflage. Dutton, New York 1992, ISBN 0-525-93400-6 (823 S.).
- mit Steven Parker: Dr. Spock’s Baby and Child Care. 7. Auflage. Pocket Books, New York 1998, ISBN 0-525-94417-6 (939 S., Taschenbuch).
- Dr. Spock’s Baby and Child Care. 8. Auflage. Pocket Books, New York 2004, ISBN 0-7434-7668-9 (Taschenbuch).
- Dr. Spock’s Baby and Child Care. 9. Auflage. Gallery Books, New York 2012, ISBN 1-4391-8928-5.

Deutsche Ausgaben
- Dein Kind – dein Glück. Gerd Hatje, Stuttgart 1952.
- Säuglings- und Kinderpflege. Deutsche Buchgemeinschaft, 1957 (Gebundene Ausgabe).
- Säuglings- und Kinderpflege. Band 1: Pflege und Behandlung des Säuglings. Ullstein, 1957 (206 S., Taschenbuch).
  - Säuglings- und Kinderpflege. Band 2: Probleme der Kindheit und Jugend. Ullstein, 1957 (186 S., Taschenbuch).
  - Säuglings- und Kinderpflege. Band 3: Krankheiten und Erste Hilfe. Ullstein, 1957 (160 S., Taschenbuch).
- Säuglings- und Kinderpflege. Band 1: Pflege und Behandlung des Säuglings. Ullstein, 1958 (206 S.).
  - Säuglings- und Kinderpflege. Band 2: Probleme der Kindheit und Jugend. Ullstein, 1958 (186 S.).
  - Säuglings- und Kinderpflege. Band 3: Krankheiten und erste Hilfe. Ullstein, 1958 (160 S.).
- Säuglings- und Kinderpflege. Band 2: Probleme der Kindheit und Jugend. Ullstein, 1961 (618 S., Taschenbuch).
- Säuglings- und Kinderpflege. Pflege und Behandlung des Säuglings; Probleme der Kindheit und Jugend, Krankheiten und Erste Hilfe. Deutsche Buchgemeinschaft, 1963 (257 S., Gebundene Ausgabe).
- Säuglings- und Kinderpflege. Ullstein, 1963 (Taschenbuch).
- Säuglings- und Kinderpflege. Pflege und Behandlung des Säuglings; Probleme der Kindheit und Jugend, Krankheiten und Erste Hilfe. Deutsche Buchgemeinschaft, Berlin / Darmstadt / Wien 1965 (Gebundene Ausgabe).
- Säuglings- und Kinderpflege. Ullstein, 1970, ISBN 3-548-35475-0 (260 S., Gebundene Ausgabe).
- Säuglings- und Kinderpflege. Band 3: Krankheiten und erste Hilfe. Ullstein, 1981, ISBN 3-548-04073-X (Taschenbuch).
- Säuglings- und Kinderpflege. Band 1: Pflege und Behandlung des Säuglings. Ullstein, 1985, ISBN 3-548-04071-3 (Taschenbuch).
- mit Michael B. Rothenberg: Säuglings- und Kinderpflege. Band 1. Ullstein, 1986, ISBN 3-550-07821-8 (235 S., Gebundene Ausgabe).
- mit Michael B. Rothenberg: Säuglings- und Kinderpflege. Ullstein, 1993, ISBN 3-550-06818-2 (876 S., Gebundene Ausgabe).
- mit Michael B. Rothenberg: Säuglings- und Kinderpflege. Band 1. Ullstein, 1995, ISBN 3-548-34454-2 (Taschenbuch).
- mit Michael B. Rothenberg: Säuglings- und Kinderpflege. Band 1. Ullstein, 1997, ISBN 978-3-548-35475-0 (376 S.).
  - mit Michael B. Rothenberg: Säuglings- und Kinderpflege. Band 2. Ullstein, 1997, ISBN 3-548-35476-9 (576 S., Taschenbuch).